# Ebele Okoye (farmacèutica)
|  | No s'ha de confondre amb Ebele Okoye. |

Ebele Okoye és una farmacèutica nigeriana nascuda a Enugu.
Filla d'un professor universitari i una infermera d'un centre de salut rural, va créixer al campus de la Universitat de Nigèria de Nsukka amb els seus tres germans. Es va llicenciar en Farmàcia el 2002 i el 2016 va acabar un màster en Farmàcia Clínica.
Des del 2005 està implicada en l'ONG Women's Board, des d'on impulsa el programa "AMAD de Desenvolupament de Lideratge per a dones i nenes" a les comunitats Iloti, Irawo i Odelewu de les regions de Nsukka, Ibadan i Lagos, del sud-oest de Nigèria. L'objectiu és alfabetitzar les nenes, que tinguin formació professional i puguin accedir a microcrèdits. Considera que cal apostar per la formació de la dona africana perquè les dones assumeixin funcions de lideratge, combatin la tradició patriarcal i puguin contribuir al progrés social i econòmic. Treballa per formar a dones sobre el coneixement de l'entorn i les anima a impulsar projectes de cooperació comunitària. Afirma que "Educant la dona, s'educa tota la família i amb les famílies tot el país". Entre el 2008 i el 2018 van participar en programes de formació professional 230 dones i en programes de lideratge 270 universitàries, moltes de les quals van rebre microcrèdits per tirar endavant els seus projectes. En el conjunt del programa n'han sortit beneficiades 4.000 dones i nens. Aquest projecte la va fer mereixedora el 2018 del premi Harambee 2018 a la promoció i igualtat de la dona africana.